# Корнці
Ко́рнці, ко́рнуольці, ке́рновці (корн. Kernowyon) — народ кельтського походження, основне населення історичної області Корнуолл на південному заході Великої Британії.
Мешканці Кернова відокремлюють себе від англійців і, натомість, мають багато спільного з жителями інших кельтських частин Сполученого Королівства, насамперед Уельсу, а також із кельтськими націями Європи.

## Самовизначення й історія
Корнці є окремим етносом Великої Британії, який веде своє походження від давніх бритів, що до римського завоювання населяли південні й центральні райони острова. Нині багато хто в країні ідентифікує себе корнцями, відмінною від англійців чи британців національною спільнотою. Крім того, самоназва корнців прийнята й поселенцями з інших частин Британії, а також емігрантами та їхніми нащадками, що мають у Корнволі власну діаспору.
У класичну античність давні брити складалися з низки племен, які мали самобутню культуру у Великій Британії; у залізну добу, римський та післяримський періоди майбутній Корнуол заселяли бритські племена думнони та корновії. Назва Корнуола, як і його етнікона корнців, є похідною від найменування кельтського племені «корновії».
Переломним моментом ув історії Корнуола стало англосаксонське вторгнення до Англії у V—VI століттях, унаслідок чого кельти були витіснені на північну та західну околиці Великої Британії. А битва біля Деоргама 577 року між бритами і англосаксами призвела до розірвання тісних зв'язків між кельтськими групами Вельсу й Кернова.
Упродовж Середньовіччя та Нового часу корнці і корнська мова перебували під впливом посиленої асиміляції та англізації, внаслідок чого Корнвол став невід'ємною складовою Англії, а його мешканці перейшли на англійську мову. До XVIII—XIX століть корнська мова і самобутність корнського народу як такі, зникли. Однак Кельтське відродження на початку XX століття піднесло культурну самосвідомість серед корнців, що викликало відродження корнської мови і потяг у мешканців Кернова до власної кельтської спадщини.
У середині 2008 року населення Кернова, охоплюючи острови Сіллі, оцінювалося в 534 300 осіб.

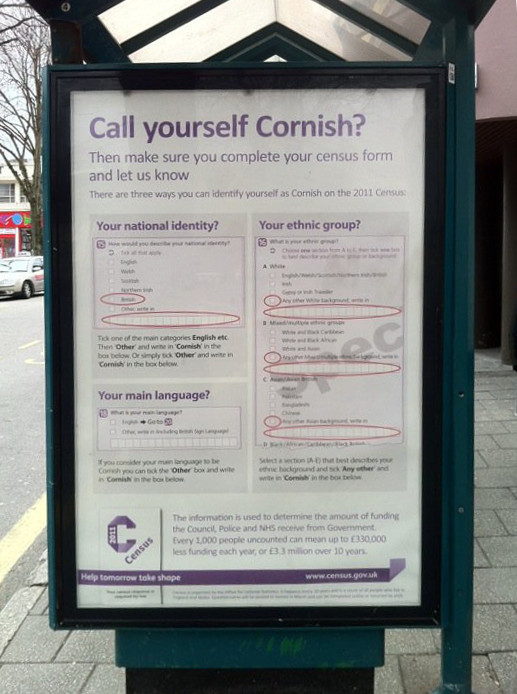
Постер у Кернові, який пояснює людям, як описати свою етнічність та національну приналежність на Переписі 2011 року

У зв'язку з необхідністю дієвого вирішення політичних, соціально-економічних завдань, Корнуол залишається частиною Англії, однак рух за самоврядування Корнуола закликає за більш широке визнання корнської культури, самоврядування та мови, надання для Корнвола особливого конституційного статусу і вимагає від корнців наполегливо відстоювати отримання ними ліпшого статусу в країні, наприклад, рух пропонував їм під час перепису населення Великої Британії у 2011 році визначатися як окрема, відмінна від англійців, етнічна група.
У 2002 році корнська мова отримала офіційне визнання в рамках Європейської хартії регіональних мов, проте боротьба корнців за визнання їх як самобутньої національної групи, відмінної від англійців, досі продовжується, і дотепер не здійснюється належного захисту корінного населення відповідно до положень Рамкової конвенції про захист національних меншин.

## Історичне коріння

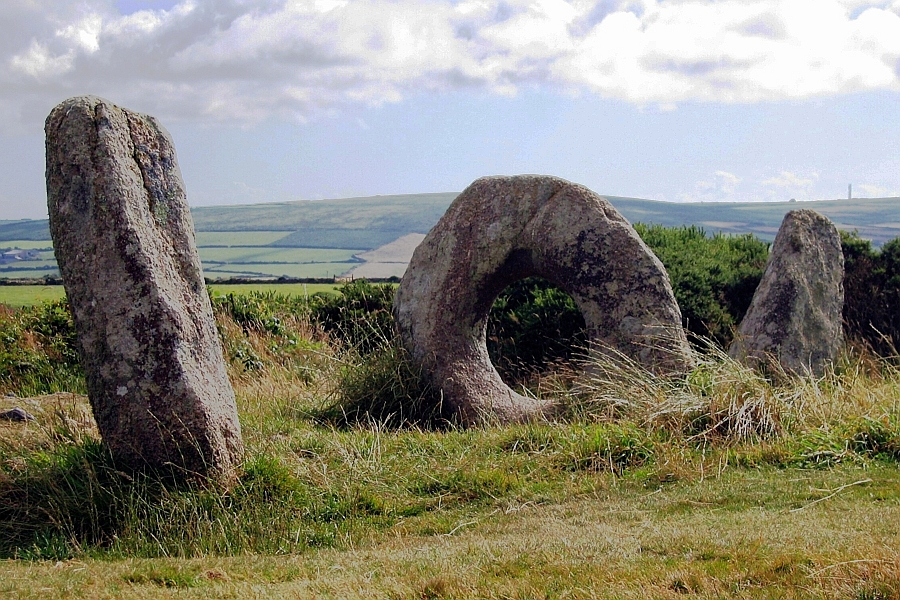
Mên-an-Tol — стародавній літ у Корнуолі

Традиційно вважається, що корнці є нащадками кельтів, чим вони відокремлюються від англійців, але багато хто з них також має й англосаксонське походження. ДНК-дослідження генофонду населення Британських островів свідчать, що предками приблизно для трьох чвертей британців, в тому числі корнців, були мисливці і збирачі, які оселилися в Атлантичній Європі ще за доби палеоліту, одразу після танення льодовикового покриву, а надалі внаслідок підвищення рівня моря опинилися відрізаними від материка та розділеними на островах. Тоді як археологічні дані вказують на те, що найдавніші людські поселення у Корнуолі існували ще на початку раннього палеоліту. 
Дані генетики стверджують, що за походженням британці мають багато спільного з басками, які мешкають на Піренеях, що дає підстави вважати, що у давнину населення майбутніх Британських островів становило єдиний етнічний масив з жителями сучасної континентальної Європи. Враховуючи такі дані, британський генетик Стівен Оппенгеймер припускає, що перші поселенці на Британських островах навряд чи розмовляли кельтською мовою, імовірно, їх мова була споріднена з баскською. Наступна імміграція на острови відбулася в неоліті, що тлумачиться професором з генетики Оксфордського університету Брайяном Саксом як прибуття кельтів з Піренейського півострова, від яких і походять історичні кельтські племена Великої Британії та Ірландії. Саме ці люди вважаються далекими пращурами сучасних корнуольців. 
Між іншим, результати дослідження групи науковців на чолі з Волтером Бодмером показали, що корнцям властивий зокрема варіант гена меланокортіна 1 рецептора, що визначає їх як кельтів, більш тісно пов'язаних із валлійцями, аніж з англійцями. У Великій Британії цей ген наявний у 26 % населення Оркнейських островів, 23 % Девона, 21 % Уельсу, 16 % Корнуола, 13 % Кента й 11 % Північно-Східної Англії.

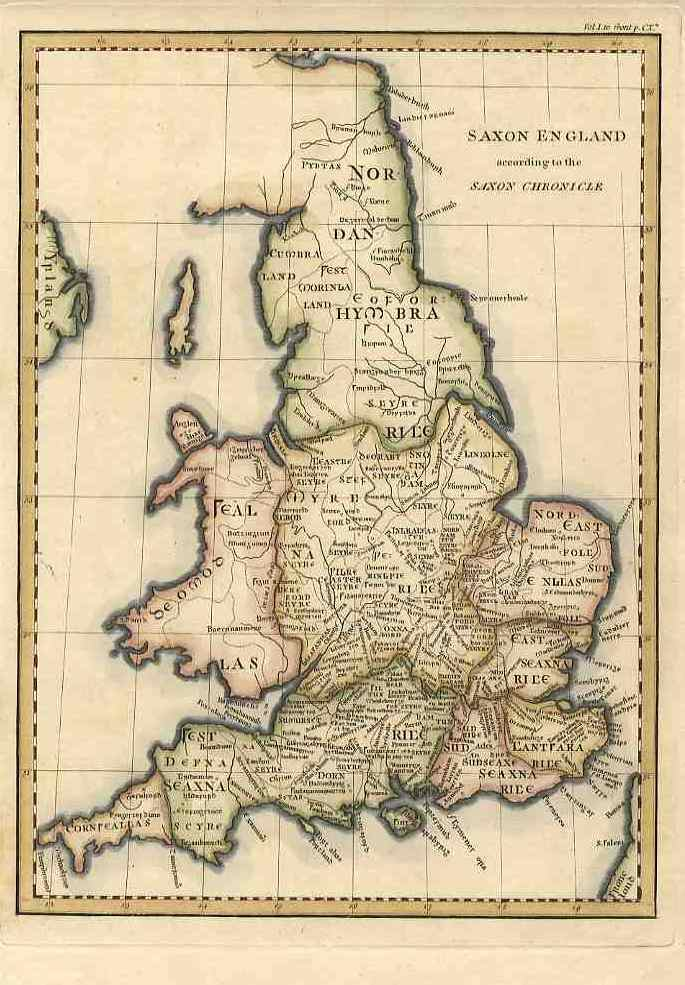
Мапа Великої Британії XVIII ст. з Англосаксонського часопису, що показує Cornweallas

Упродовж класичної античності кельти, які розмовляли кельтськими мовами, на Британських островах утворювали ряд племен із власною культурою і самобутністю, передусім, піктів і гелів на півночі, бритів на півдні країни. Брити у свою чергу ділилися на племена меншого порядку, які мали власну племінну бритську мову. Це бриганти на півночі, ордовіки, демети, силури і декеанглії на заході. На крайньому південному заході Британії, на території майбутнього Корнуола, мешкали бритські племена думнонів і корновіїв, які жили в королівстві Думнонія. Римське завоювання Британії у І столітті н. е. мало наслідком включення більшої частини острова до складу Римської імперії. Римлян спершу підкорили думнонів, а вже пізніше корновіїв, які, можливо, становили підгрупу перших. Хоча римляни загарбали більшу частину центральної та південної Англії, Думнонія залишалася «практично незалежною»; римське панування на неї не мало майже жодного впливу, себто вона могла існувати як напівнезалежне чи зовсім незалежне королівство Корнуол, як свідчать дані, іноді під владою королів бритів, іноді під правлінням власних монархів Думнонії, що мали титул герцогів або королів. Це дрібне королівство було тісно пов'язане міцними мовними, політичними і культурними зв'язками з Бретанню, розташованою на південь від Корнуола у континентальній Європі і населеною бритами півостровом; корнська і бретонська мови у цей період нічим не відрізнялися.
Захоплення Риму готами у 410 році спонукало римлян до повного відходу з Британії, і Корнуол став полем діяльності кельтських християнських місіонерів з Ірландії, які справили значний вплив на корнців, їхню культуру, вірування та архітектуру. Подальший занепад Римської імперії викликав вторгнення на острів англосаксів. Германські племена англів, саксів, ютів і фризів, поступово перемагаючи бритів у битвах, створили тут низку своїх королівств, з яких пізніше виникла сучасна Англія. Сакси з королівства Вессекс, зокрема, розширюючи свою територію на захід аж до Корнуола викорінювали кельтську і романо-британську культури в Британії. Натомість керновці вперто боролися з саксами Вессекса, які стали іменувати ворогів-бритів з Корнуола власним германським словом walha (сучасною англійською мовою «Welsh» («валлійці»), що означає «чужий» або «іноземець»), а надалі називали їх Westwalas (західні валлійці) чи Cornwalas (валлійці Корнуола, корнці).
Протистояння між англосаксами та корнцями тривало, допоки король Англії Етельстан у 936 році не погодився на встановлення формального кордону між Англією та Корнуолом по річці Теймар. Бритська культура у Британії тоді обмежувалася лише Керновом, Уельсом і Північно-Західною Англією. Попри існування узгодженого договору, англосаксонський політичний наступ на захід продовжувався до кінця Х століття, доки «Корнуол остаточно не був приєднаний до королівства Англія».

## Англізація та бунти

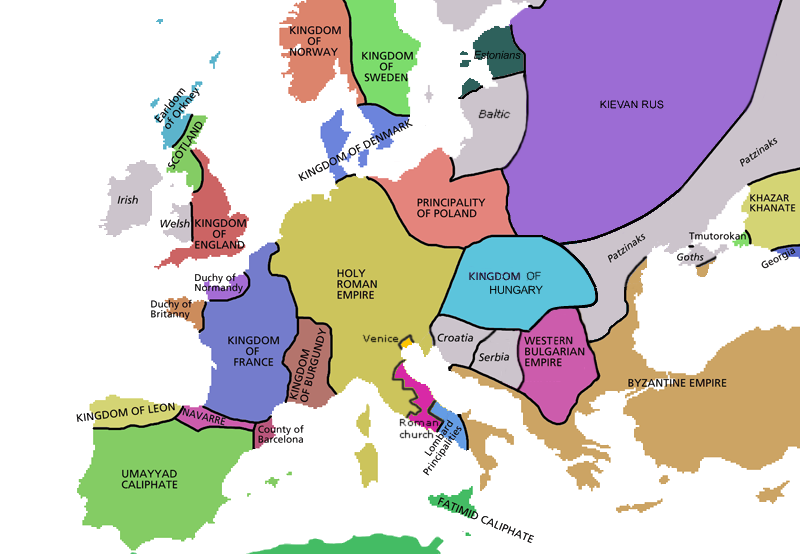
Європейські нації у 988 році

Норманське завоювання Англії, яке розпочалося з вторгнення у 1066 році військ Вільгельма, герцога Нормандії (згодом король Англії Вільгельм I), ліквідувало англосаксонську спадкову монархію, аристократію і клерикальну ієрархію, замінивши їх норманським ладом. Згодом усі графства Англії були поділені між соратниками Вільгельма, які утворили нове дворянство у країні. Англійці були поглинуті норманами, коли корнці «активно чинили опір» їхньому впливові. 
На час завоювання Англії, Корнуол був під управлінням графів Корнуола, які були нащадками давніх монархів Корнуола. Графство Корнвол користувалося напівсуверенітетом в Англії, і в 1067 році було подароване Робертові, графу де Мортену, зведеному братові короля Вільгельма I, і з того часу воно вже перебувало під владою англо-нормандської аристократії. У Книзі Страшного суду, яка є зведеним загальним переписом населення Англії, завершеним у 1086 році, мова йде про те, що «фактично всі» землевласники у Корнуолі «мали англійські імена, що робить неможливим розмежувати корнців та англійців».
Проте, поділ населення графства на корнський і англійський народи існував постійно впродовж усього Середньовіччя, доказом чого виступають документи, наприклад статут міста Труро 1173 року, який чітко розмежовував обидва народи.
Кернов у Високому середньовіччі передавався різним англійським дворянам, але 1337 року графство отримало статус герцогства і Едуард Чорний Принц, старший син і спадкоємець короля Англії Едуарда III, став першим герцогом Корнуола, з метою збільшення своїх багатств. Більша частина Корнуола належала першому його герцогові Едуарду і наступні англійські герцоги Корнуола були найбільшими землевласниками у Корнуолі. Англійською монархією для Корнуола було створено два інститути, перший з яких — герцогство Корнуол (одне з двох в Англії), а інший — Корнські суди та ради олов'яних копалень (які здійснювали управління олов'яною промисловістю). Ці два інститути були потрібні, щоб «прості корнці вважали, що їм надано особливий конституційний статус, аби відобразити їхню особливу культурну самобутність». Проте, герцогство Корнуол поступово втратило свою політичну незалежність від Англії у зв'язку з централізацією влади Лондона, і під час раннього періоду правління в Англії династії Тюдорів корнці почали відчувати себе як «підкорені люди, культура, свободи і розквіт яких перебували під контролем англійців». 
Це яскраво проявляється у 1490-х роках при обкладенні королем Англії Генріхом VII бідних корнців збором коштів для його військових кампаній проти короля Шотландії Якова IV та Перкіна Ворбека з династії Йорків. Це, звісно, викликало виступи корнців, передусім повстання 1497 року, які придушувалися королівською владою.

Межі звуження території поширення корнської мови між 1300 — 1750 рр.

Корнська мова була найуживанішою на захід від річки Теймар приблизно до середини 1300-тих років, коли середньоанглійська мова почала використовуватися як мова спілкування між корнцями. Ще 1542 року англійський мандрівник, лікар та письменник Ендрю Борд описував, що у Корнуолі розмовляли двома мовами: корнською та англійською («Cornysshe» і «Englysshe»), але багато хто з його мешканців і не розумів англійської. 
У зв'язку з вживанням нормандської мови як першої мови серед англійської аристократії, корнська мова використовувалася як лінгва франка у Корнволі, особливо у його віддалених західних куточках. Більшість корнських поміщиків вибирали девіз корнською мовою на власних гербах, аби підкреслити свій особливий соціальний статус. Однак, після Реформації в Англії за наказом короля Едуарда VI в усіх церквах королівства було обов'язково введене богослужіння англійською мовою, що означало витіснення з церковного життя латині і місцевих кельтських звичаїв. Такі дії призвели до повстання у Корнуолі й частині Девона проти суцільної англізації церковного життя, особливо після прийняття Акту про Однорідність, яким з богослужіння вилучалися всі мови, крім англійської. 
Подана інформація свідчить про захист корнців власної мови від засилля англійської. Одначе, повстання було придушене, багато в чому завдяки допомозі іноземних найманців. Таким чином, було покладено початок повному припиненню існування корнської мови.
Реформаторське англіканство стало засобом англізації Корнуола; протестантизм справив потужний культурний вплив на корнців, більш тісно пов'язавши їх з Англією, водночас значно зменшивши політичні та мовні відносини з бретонцями Бретані.
Громадянська війна в Англії, політичне протистояння між прибічниками та противниками короля у той період розділили населення Англії й Уельсу. Проте, у громадянській війні Кернов залишився консервативним, ставши стійким осередком підтримки роялістів (сподвижників монарха). Мирний час, що настав після закінчення громадянської війни, відзначився подальшим розширенням англійської мови у спілкуванні корнців, імміграцією англійців до Кернова. До середини XVII-го століття використання корнської мови територіально скоротилося далеко на захід, що викликало певний інтерес до мови у низки дослідників. Через зменшення вживання корнської мови активно відбувався процес асиміляції корнців, входження їх до англійського культурного середовища.

## Відродження та сучасність
Значний вплив на корнців справила промислова революція. Як наслідок, економіка Корнуола стала повністю інтегрованою з англійською. У період індустріалізації багато зусиль було докладено для розробки парової машини, яка разом із водяним насосом сприяла промисловому видобуткові корисних копалин. Промисловий видобуток олова і обробка міді у Корнволі виразили корнську специфічність, як і двигуни та важка промисловість. 
Провідний корнський інженер-гірник Річард Тревітік став «такою невід'ємною частиною культурної спадщини Корнуола, як і будь-яка визначна особа з кельтського минулого». З найпомітніших досягнень Р. Тревітіка є розробка двигуна з високим тиском пари, який використовувався для перекачування води, а також створення парового візка, що котився по рейках, що став прототипом майбутніх паровозів. 21 лютого 1804 року вказаний паровоз Р. Тревітіком був використаний для тяги кількох вагонеток уздовж рельсових колій між металургійними заводами міста Пенідаррена неподалік від Мертір-Тідвіла в Уельсі, провівши перший у світі поїзд.
У другій половині XIX століття в Корнуолі спостерігалася деіндустріалізація, яка супроводжувалася закриттям шахт, що спричинило для корнців економічний та культурний спад, тоді як зростання в Європі захоплення романтичним націоналізмом і вплив кельтського відродження викликали у графстві соціальний, мовний та мистецький інтерес до корнської середньовічної етнології. Цей сплеск зацікавленості сприяв вивченню доіндустріальної культури корнців, їхньої мови як основної ознаки корнської національної ідентичності та етнічної належності. Першим значним кроком у відродженні стало оприлюднення у 1904 році знавцем корнської мови Генрі Дженнером «Довідника корнської мови». Орфографія корнської мови Г. Дженнера, «Єдина корнська» (UC), ґрунтувалася на корнській мові, якою розмовляли у XVIII сторіччі, хоча його учень Роберт Мортон Ненс пізніше розробив правопис на основі середньокорнської мови, яка використовувалася у XVI сторіччі, коли корнська ще не зазнала відчутного впливу англійської мови.

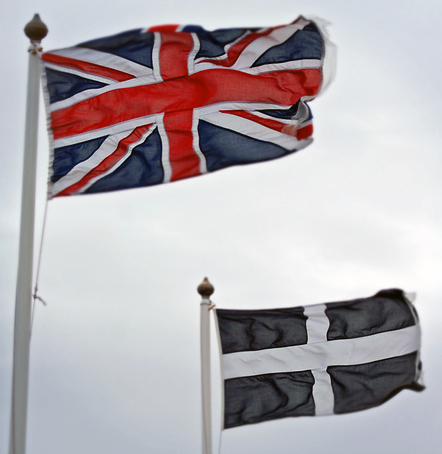
Прапори Великої Британії і Корнвола

У 1924 році для розвитку, збереження та підтримки «кельтського» у графстві Корнуол створено Федерацію товариств Старого Корнуола (англ. Federation of Old Cornwall Societies). Схожу організацію також було створено у 1928 році, а саме Gorseth Kernow.
Далі, у 1951 році було сформовано корнську націоналістичну політичну партію Сини Корнуола (Mebyon Kernow). Підвищений інтерес до кельтських мов і культури, тісні зв'язки між кельтськими народами у 1960-ті і 1970-ті роки стимулювали популяризацію руху за самоврядування Корнуола. Як в Шотландії, Уельсі та Північній Ірландії, в Кернові діячі корнської культури почали наполягати на офіційному вивченні у школах корнської мови, а корнські націоналісти зажадали більшої політичної автономії для Корнуола, наприклад, входження Корнуола до складу Великої Британії на правах окремої п'ятої частини з власною Корнською асамблеєю.

## Розселення

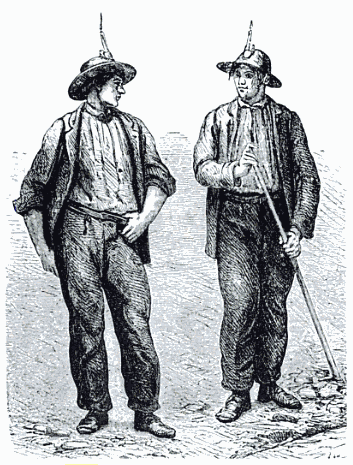
Корнські гірники у середині XIX сторіччя. Занепад гірничої промисловості у Корнволі призвів до переміщення гірників та їх сімей, унаслідок чого сформувалася корнська діаспора.

Корнці традиційно мешкають у графстві Корнуол, але після Доби великих географічних відкриттів на початку нового часу, як і решта британців, вони були залучені до Британської колонізації Америки та інших міграцій. Спершу кількість переселенців була невеликою, ті, хто залишав Корнуол, зазвичай, оселявся в Північній Америці чи в портах і на плантаціях Карибського басейну.
У першій половині XIX століття жителі Корнвола були лідерами у виплавці олова і міді, а їхній видобуток був основним зайняттям корнців. Проте, зростання конкуренції у цих галузях з боку Австралії, Малайї та Болівії при виснаженні родовищ корисних копалин у середині сторіччя призвели до економічного спаду, викликавши еміграцію з Кернова. У кожне десятиріччя з 1861 року по 1901 рік Корнуол залишало приблизно 20 % чоловічого населення. Також, був виїзд за кордон кваліфікованих корнських інженерів, фермерів, торговців і гірників. У Великій Британії корнські родини оселялися в Північно-Східній Англії, особливо у Тіссайді, аби заробляти собі на життя власними навичками видобутку вугілля на тамтешніх шахтах.
Багато корнських емігрантів XIX століття з часом повернулися до Кернова, у той час як рівень виїзду з Кернова після Першої світової війни знизився. Однак, завдяки стійким міжнародним зв'язкам корнська діаспора, зосереджена в англомовних країнах, як-от: Австралія, Канада, ПАР та США, збереглася, і в наш час є «дуже впливовою».

## Культура

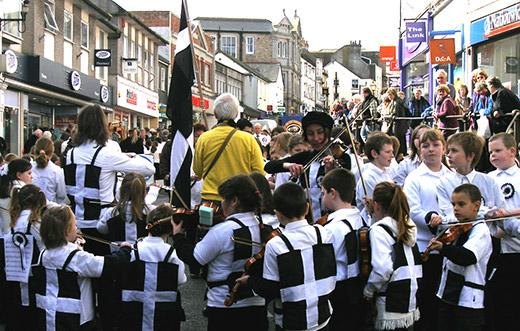
День Святого Пірана — щорічний корнський фестиваль на честь патрона корнців, який святкується 5 березня.

Збереження самобутньої корнської культури зумовлене географічною ізоляцією Корнуола. По-перше, вона відрізняється від власне англійської культури, а по-друге, для неї притаманна наявність кельтських традицій. За словами Павла Роберта Маґочія, українського канадського професора історичних і політичних наук Торонтського університету, елементами культури корців є корнський двигун, колядки, регбі та духовий оркестр. Культура корнвольців найбільш сильно пов'язана з культурою осіб, які впродовж історії захоплювали Корнвол, гірничою промисловістю графства, а аспекти всього цього знайшли своє відображення у кухні, символах та самобутності корнців.
Корнуол має власні традиції вшанування кельтських християнських святих. Наприклад, вшанування Святого Пірана, християнського абата V століття, можливо, ірландського походження, який є заступником видобувачів олов'яних руд і всього Корнуола. Згідно з поширеною міфологією, Піран був ірландським вченим, який вивчав християнство у Стародавньому Римі, і за волею Верховних королів Ірландії мав би потонути в Ірландському морі, проте замість цього приплив до Перранпорта ( Корнуол), аби проповідувати християнство. Прапор Святого Пірана — полотно чорного кольору з білим хрестом у центрі — у 1838 році був прийнятим як «Штандарт Корнуола» і введений як прапор графства Корнуол. Вказаний стяг став для корнців символом їхньої власної самобутності, його стали здіймати на різних будівлях, у тому числі на будинку Ради Корнуола. День Святого Пірана сьогодні є щорічним престольним святом Корнуола, яке відзначається 5 березня і супроводжується фестивалем корнської культури та історії.

## Мова

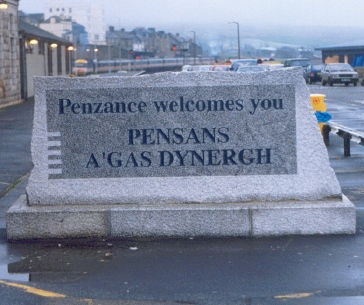
Знак «Ласкаво просимо до Пензансу» англійською і корнською мовами

Корнська мова походить від бритської гілки острівних кельтських мов. Вона найбільш близька до бретонської, дещо менше до валлійської мови, хоча й вони не є повністю взаємозрозумілими. Витіснення корнської мови англійською було завершене наприкінці XVIII сторіччя. Це було зумовлене значним англійським культурним впливом на Корнуол у XVI—XVIII століттях. Однак, точний час вимирання мови керновців не ясний і дотепер залишається спірний.
Відродження корнської мови розпочалося у 1904 році з публікацією Генрі Дженнером книги «Довідник корнської мови». Орфографія корнської мови Г. Дженнера, «Єдина корнська», ґрунтується на корнській мові, якою розмовляли у XVIII сторіччі, хоча його учень Роберт Мортон Ненс пізніше розробив правопис на основі середньокорнської мови, яка використовувалася у XVI сторіччі, коли корнська ще не зазнала помітного впливу англійської мови. Упродовж кількох наступних десятиріч інтерес до корнської мови збільшився, водночас і з'явилося декілька систем цієї мови зі своїми прихильниками та противниками: «Єдина корнська», «Єдина корнська переглянута», «Сучасна корнська», «Спільна корнська». Ці системи у широкому використанні були, як правило, до кінця XX століття. У 2008 році була прийнята стандартна писемна форма корнської мови.
Попри відродження корнської мови, кількість її носіїв залишається незначною, всі вони, зазвичай є ентузіастами, які опанували мову через наполегливе її вивчення. Досі нема такої географічної частини Корнуола, де б ця мова використовувалася як спільна розмовна мова певної частини населення. Повсюдно у графстві розмовляють корнським діалектом англійської мови. Проте, у 2009 році корнська мова почала викладатися у 50 початкових школах, «BBC Radio Cornwall» регулярно здійснює трансляції радіопередач корнською.

## Релігія
У глибоку давнину релігією корнських бритів було політеїстичне язичництво з поєднанням анімістичних вірувань, де провідне місце відводилося жерцям друїдам. Раннє християнство до Корнвола проникнуло ще в І столітті, але його послідовниками були лише поодинокі відвідувачі Британії, як-от галльський богослов Присцилліан, який, імовірно, був засланий на острови Сіллі. Кельтське християнство було принесено до Кернова у 520 році Святим Петроком,ґельським ченцем з Ірландії, за походженням бритом із королівства Глівісинг, нині територія Уельсу. Від цього періоду «становлення християнства» залишився тільки гранітний монумент із високим хрестом. Надалі у Кернові християнство проповідувалося й іншими святими, які сьогодні вшановуються у графстві. У середньовіччі в Корнволі панівною була римо-католицька церква. Навіть у XVII столітті корнці були «ревними католиками», які повільно приймали Реформацію. Однак, протестантське англіканство все ж стало загальним для всього Корнуола, сприяючи водночас англізації корнуольців. Завдяки діяльності Джона Веслі в Корнуолі у XVIII—XIX століттях швидкого поширення набув і методизм, євангельський рух, спрямований на відродження істинності англіканської церкви.